# Bovino
Bovino – miejscowość i gmina we Włoszech, w regionie Apulia, w prowincji Foggia.
Według danych na rok 2004 gminę zamieszkiwało 3991 osób, 47,5 os./km².